# サッカーバヌアツ女子代表
サッカーバヌアツ女子代表（サッカーバヌアツじょしだいひょう）は、バヌアツサッカー連盟(英語: Vanuatu Football Federation, 略称：VFF)によって編成されるバヌアツの女子サッカーナショナルチームである。オセアニアサッカー連盟(OFC)に所属している。2003年に代表チームが結成され、2010年からオセアニア女子サッカー選手権であるOFC女子ネイションズカップに出場している。
女子ワールドカップ、オリンピックともに出場はない。

## ワールドカップの成績
- 1991 - 不参加
- 1995 - 不参加
- 1999 - 不参加
- 2003 - 不参加
- 2007 - 予選敗退
- 2011 - 予選敗退

## オリンピックの成績
- 1996 - 不参加
- 2000 - 不参加
- 2004 - 不参加
- 2008 - 予選敗退
- 2012 - 予選敗退

## OFC女子ネイションズカップの成績
- 1983 - 不参加
- 1986 - 不参加
- 1989 - 不参加
- 1991 - 不参加
- 1995 - 不参加
- 1998 - 不参加
- 2003 - 不参加
- 2007 - 不参加
- 2010 - グループリーグ敗退

## FIFAランキング
- 初登場 - 84位(2003年8月)
- 最高順位 - 82位(2003年12月)
- 最低順位 - 118位(2010年8月)